# Shimatani Seishiro
Shimatani Seishiro (6 tháng 11 năm 1938 - 24 tháng 10 năm 2001) là một cầu thủ bóng đá người Nhật Bản.

## Đội tuyển bóng đá quốc gia Nhật Bản
Shimatani Seishiro thi đấu cho Nhật Bản từ năm 1959.

## Thống kê sự nghiệp
| Đội tuyển bóng đá Nhật Bản | Đội tuyển bóng đá Nhật Bản | Đội tuyển bóng đá Nhật Bản |
| Năm                        | Trận                       | Bàn                        |
| -------------------------- | -------------------------- | -------------------------- |
| 1959                       | 1                          | 0                          |
| Tổng cộng                  | 1                          | 0                          |